# تشارلز راسيل (لاعب دوري الرغبي)
تشارلز راسيل (بالإنجليزية: Charles Russell)‏ هو لاعب دوري الرغبي أسترالي، ولد في 5 ديسمبر 1884 في St Peters, New South Wales ‏ في أستراليا، وتوفي في 15 مايو 1957 في سيدني في أستراليا.

## وصلات خارجية
- تشارلز راسيل عل موقع إسبنسكروم (الإنجليزية)
- تشارلز راسيل على موقع أوليمبيديا (الإنجليزية)